# 安田慎吾
安田 慎吾（やすだ しんご、1979年7月29日 - ）は、日本のモデル、俳優。バークインスタイル (BARK in STYLe) への所属を経て、ジェイエス・マネージメント (JS MANAGEMENT) に所属。
獨協埼玉高等学校卒業。身長180cm、体重66kg。妻はCharmaine Fong https://www.instagram.com/charmainefong?igsh=bXJjdWswdTR1Ynhx

## モデル活動

### 雑誌
- MEN'S NON-NO（集英社）
- commons&sense man（CUBE INC./河出書房新社）
- gap PRESS MAN（GAP JAPAN）
- ホットドッグ・プレス（講談社）
- Ollie（ミディアム）
- GET ON!（学習研究社）
- street Jack（KKベストセラーズ）
- smart（宝島社）
- モノ・マガジン（ワールドフォトプレス）
- FINEBOYS（日之出出版）
- FASHION NEWS（INFASパブリケーションズ）
- POPEYE（マガジンハウス）
- 東京ストリートニュース!（学習研究社）
- BOYS RUSH（主婦の友社）
- BOON（祥伝社）
- ZOO MAGAZINE (GERMAN)[要説明]
- WWD
- 繊研新聞（繊研新聞社）
- WAD (GERMAN)[要説明]
- GO OUT（三栄書房）
- Fine（日之出出版）
- 411（ブレイン）
- MilK Magazine (HK)[要説明]

### カタログ
- 月影屋（2005年 - 2011年）
- PHIGVEL 2010AW
- コンバース
- MELTIN POT (ITALY)[要説明]
- 東京コレクション NOZOMI ISHIGURO
- NTTドコモカタログ

### ウェブサイト
- 日立メディコ
- アシックス オニツカタイガー 2013S/S world campaign
- マニュライフ生命保険 Manulife 2017（香港）

### ショー
- 東京コレクション NOZOMI ISHIGURO 2007S/S, 2008A/W, 2009S/S, 2009A/W
- DEVICE 2005, 2006
- HIRO 2006
- NITZ SCHNEIDER 2013s/s, 2013a/w, 2014a/w

## 出演

### 映画
- 銀の男 青森純情篇（2002年）
- KUMISO（2002年、監督：香月秀之）
- ダメジン（2002年制作・2006年公開、監督：三木聡）
- HAZARD（2002年制作・2006年公開、監督：園子温）
- ICHIAI（2005年、監督：エヴァ・マリエ） - SHINGO 役[要検証 – ノート]
- パラ族 パラパラじゃないか！（2006年、監督：安藤光造）
- 気球クラブ、その後（2006年、監督：園子温）
- 女殺油地獄（2009年、監督：坂上忍） - 与兵衛 役
- アンダーウェア・アフェア（2009年制作・劇場未公開作品、監督：岨手由貴子）
- カケラ（2010年、監督：安藤モモ子）
- エンター・ザ・ボイド（2010年、監督：ギャスパー・ノエ）

### ネット配信ドラマ
- φ（2002年、監督：三木聡）

### テレビアニメ
- モカイヌ（2002年、テレビ大阪）

### テレビ番組
- SMAP×SMAP（フジテレビ） - ダンスバトル
- 森田一義アワー 笑っていいとも!（フジテレビ） - 美少女選手権

### CM
- NTTドコモ九州 FOMA（2002年）
- サントリー ザ・カクテルバー（2002年）
- 日本コカ・コーラ ジョージア（2009年・2010年）
- 日産自動車 マーチ（2010年・2011年）
- ZOZOTOWN (2011年）
- 花王 リセッシュ (2011年）
- ウィルキンソン（2011年）
- 日産・ジューク「TEAM JUKE」篇（2012年）
- 香港 致富證券（2012年）
- パナソニック panasonic 2017 (HK)[要説明]